# Alwin-Broder Albrecht
Alwin-Broder Albrecht (Sankt Peter-Ording, 1903. szeptember 18. – Berlin, 1945. május 1.) német katona. 1922-ben lépett be a Reichsmarinebe. 1934-ben lett Kapitänleutnant. 1937-ben kapta meg a Korvettenkapitän rangot. 1939-ben került Adolf Hitler szárnysegédjei közé. Valószínűleg 1945. május 1-én követett el öngyilkosságot a Führerbunkerben, de holttestét sosem találták meg.